# Liste von Pferdeveranstaltungen
Die Liste von Pferdeveranstaltungen enthält bekannte Veranstaltungen mit Pferden. Gemeint sind große Turniere, Feste, Messen oder Shows, die über mehrere Tage hinweg gehen, seit geraumer Zeit regelmäßig veranstaltet werden, mit Pferdesport-Wettbewerben, Zuchtwettbewerben oder Vorführungen mit Pferden. Eine umfassendere Liste von Pferderennen und Rennstätten findet sich im Artikel Liste von Pferderennbahnen.

## Welt
| Kontinent               | Land                | Name                               | Ort                                                                                               | Monat                                                     | Intervall | Typ | Bemerkungen |
| ----------------------- | ------------------- | ---------------------------------- | ------------------------------------------------------------------------------------------------- | --------------------------------------------------------- | --------- | --- | --- |
| Afrika                  | Marokko             | Dar Essalam                        | Rabat, Tétouan und El Jadida                                                                      | Oktober                                                   | jährlich  | CSI***/ CSI**** | Die Marokko Royal Tour (en: Morocco Royal Tour) ist eine FEI Turnierserie, die seit 2010 in Tétouan, Rabat und El Jadida ausgetragen wird.                                                       |
| Afrika                  | Namibia             | Independence Ride                  | Otjivero Endurance Club in Gobabis                                                                | Mai                                                       | jährlich  | Concours International d'Endurance, CEI*** | seit 2006 im FEI-Turnierkalender |
| Afrika                  | Nigeria             | Durbar-Festival                    | Nordnigeria in vielen Orten: Kano, Katsina, Bauchi, Bida, Zaria, und im Siedlungsgebiet der Hausa | zum Fest des Fastenbrechens und zum Islamischen Opferfest | jährlich  | Traditionelles Fest mit Paraden von Reitern und Fußsoldaten, das in zahlreichen Orten durchgeführt wird. Anfang des 20. Jahrhunderts von den britischen Kolonialbehörden eingeführt, inspiriert vom Delhi Durbar. Basiert auf älteren Traditionen aus dem Kalifat von Sokoto und dem Königreich Kanem-Bornu. | Durbar in Bauchi, 2011 |
| Amerika                 | Argentinien         | La Rural                           | La Rural Messegelände in Buenos Aires                                                             | Juli / August                                             | jährlich  | Landwirtschaftsmesse mit Vieh- und Pferdeschauen, | seit 1866, Dauer 10 Tage, rund 715 000 Besuche im Jahr 2005 |
| Amerika                 | Kanada              | Norfolk County Fair and Horse Show | Simcoe (Ontario)                                                                                  | Oktober                                                   | jährlich  | Landwirtschaftsmesse mit Fahrgeschäften, Country-Musik, Essen, Pferdesport | seit 1840, Dauer 1 Woche, ca. 500 000 Besucher |
| Amerika                 | Kanada              | Canadian Western Agribition        | REAL District in Regina                                                                           | November                                                  | jährlich  | Landwirtschaftsmesse mit Viehschauen, Rodeo, Pferdeverkauf und Wettbewerben, wie Cowboy Mounted Shooting und Zugwettbewerben | seit 1971, Dauer 1 Woche, Verkaufserlöse 3,5 Millionen Dollar und rund 85 000 Besuchern |
| Amerika                 | Kanada              | Royal Agricultural Winter Fair     | Exhibition Place in Toronto                                                                       | November                                                  | jährlich  | Landwirtschaftsmesse mit Viehschauen, Pferdeshow Spirit of the Horse, The Royal Horse Show, Pferdezucht-Schauen, Indoor-Vielseitigkeit, Spring- und Dressur-Wettbewerben | seit 1922, (fr) La Foire agricole Royale d'hiver, 6000 Tiere, darunter 900 Pferde, Dauer 2 Wochen, 320 000 Besucher.                                                                             |
| Amerika                 | Kanada              | Hants County Exhibition            | Hants Exhibition Arena in Windsor (Nova Scotia)                                                   | September                                                 | jährlich  | Landwirtschaftsmesse mit Viehschauen, Pferdeschauen, Barrel Racing und andere Wettbewerbe im Westernreiten, Zugwettbewerbe | erstmals 1765 veranstaltet, durchgehend seit 1815, das 250-jährige Bestehen der Messe wurde 2015 gefeiert, es ist die älteste landwirtschaftliche Messe in Nordamerika, 2 Wochenenden            |
| Amerika                 | Vereinigte Staaten  | Upperville Colt & Horse Show       | Grafton Farm, Upperville (Virginia).                                                              | Juni                                                      | jährlich  | Zuchtschau, lokales, nationales und internationales Springreiten | seit 1853 |
| Amerika                 | Vereinigte Staaten  | The New Jersey State Fair          | Augusta, New Jersey                                                                               | August                                                    | jährlich  | Landwirtschaftsmesse mit Reitturnier | seit 1923, ursprünglich Sussex County Farm and Horse Show, zehn Tage, 200 000 Besucher |
| Amerika                 | Vereinigte Staaten  | National Horse Show                | Kentucky Horse Park.                                                                              | Oktober/November                                          | jährlich  | lokales, nationales und internationales Springreiten | seit 1883 in New York an wechselnden Veranstaltungsorten (Madison Square Garden, Meadowlands Arena), von 2002 bis 2007 in Florida, dann wieder in New York und seit 2011 in Kentucky, zehn Tage. |
| Amerika                 | Vereinigte Staaten  | Winter Equestrian Festival         | Palm Beach International Equestrian Center, Wellington (Florida)                                  | Januar bis April                                          | jährlich  | Springreiten | seit den 1970ern, 12-wöchige große Pferdesportveranstaltung |
| Amerika                 | Vereinigte Staaten  | Global Dressage Festival           | Palm Beach International Equestrian Center, Wellington (Florida)                                  | Januar bis April                                          | jährlich  | Dressurreiten | seit 2012, 8-wöchige dauernde große Pferdesportveranstaltung |
| Amerika                 | Vereinigte Staaten  | American Royal                     | mehrere Veranstaltungsorte, Metropolregion Kansas City                                            | September bis November                                    | jährlich  | Viehschauen, Pferdeschauen, Rodeo und Barbecue Wettbewerbe | seit 1899, 8 Wochen, Namensgeber für das Baseball-Team Kansas City Royals |
| Amerika                 | Vereinigte Staaten  | Houston Livestock Show and Rodeo   | NRG Stadium in Houston                                                                            | Mai                                                       | jährlich  | Viehschau mit Rodeo | seit 1931 als Houston Fat Stock Show, auch RodeoHouston genannt, 20 Tage, 2.7 Millionen Besucher im Jahr 2017                                                                                    |
| Asien                   | Volksrepublik China | Bayi                               | Litang, Sichuan                                                                                   | Anfang August                                             | jährlich  | traditionelles Pferdefest mit Pferderennen | Pferderennen der Khampa mit Tibetischen Ponys. Das Fest ist eine beliebte Touristenattraktion.                                                                                                   |
| Asien                   | Mongolei            | Naadam                             | Ulan Bator                                                                                        | Juli                                                      | jährlich  | Pferderennen, Bogenschießen, Ringkampf | Zum Nationalfest der Mongolei finden Eriin Gurwan Naadam-Spiele nicht nur in Ulan Bator, sondern an vielen Orten statt.                                                                          |
| Australien und Ozeanien | Australien          | Melbourne 3 Day Event              | Werribee Park National Equestrian Centre bei Melbourne                                            | Mai                                                       | jährlich  | Vielseitigkeit CIC-W***, seit 1957, älteste Vielseitigkeitsprüfung in Australien | Shane Rose mit Statford Novalis, 2010 |
| Australien und Ozeanien | Australien          | Melbourne Royal                    | Melbourne Showgrounds                                                                             | September                                                 | jährlich  | Landwirtschaftsmesse mit Viehschauen, Fahrgeschäften, Essen, Pferdesport (Springen) und Pferdeschauen | Seit 1848 veranstaltet von der Royal Agricultural Society of Victoria. Rund 500 000 Besucher pro Jahr. Garryowen Equestrienne Turnout, bis 2022 unter dem Namen Royal Melbourne Showbekannt.     |
| Australien und Ozeanien | Australien          | Sydney Royal Easter Show           | Sydney Showground Stadium                                                                         | April                                                     | jährlich  | seit 1823, 12-tägige Landwirtschaftsausstellung mit Viehschauen und Kirmes, von der Royal Agricultural Society of New South Wales veranstaltet, 2017 wurden 922 000 Besucher gezählt. | Grosses Finale im Sydney Showground Stadium 2001 |
| Australien und Ozeanien | Australien          | Shahzada Memorial Endurance        | St. Albans, New South Wales                                                                       | August                                                    | jährlich  | Distanzritt über 400 km | Seit 1981 von der Australian Endurance Riders Association. Einer der weltweit längsten Distanzritte.                                                                                             |

## Europa
| Kontinent | Land                   | Name                                       | Ort | Monat                        | Intervall        | Typ | Bemerkungen |
| --------- | ---------------------- | ------------------------------------------ | --- | ---------------------------- | ---------------- | --- | --- |
| Europa    | Deutschland            | Pferd International                        | München-Riem                                                                                                | Mai                          | jährlich         | CDI****, CSI***, Voltigieren, Working-Equitation | ca. 70 000 Besucher |
| Europa    | Deutschland            | Hardenberg Burgturnier                     | Nörten-Hardenberg                                                                                           | Mai                          | ehemals jährlich | ehemals CSI ***, Goldene Peitsche, European Youngster Cup U25, Fohlenauktion, | ca. 36 000 Besucher, wurde von den Vorgängerveranstaltungen in den 1950er-Jahren bis 2019 ausgetragen und wurde dann aufgrund der COVID-19 nicht mehr weitergeführt,, parallel fanden die „Hardenberg Klassika“ mit Präsentationen lokaler Pferdesport- und Hundesportvereinen und einer Gartenausstellung statt                                  |
| Europa    | Deutschland            | Rossfest                                   | St. Märgen                                                                                                  | zweites September-wochenende | alle 3 Jahre     | Zuchtschau, Pferdesegnung, Hengstparade mit Marbacher Hengsten, Traditionsfahren, Festumzug mit Vorführungen | Der „Tag des Schwarzwälder Pferdes“ ist seit 1949 ein dreitägiges Volksfest, mit rund 30 000 Zuschauern, ausgerichtet von der Schwarzwälder Pferdezuchtgenossenschaft e. V., das aus einer Schwarzwälder-Zuchtschau und einer Wallfahrt entstanden ist. Im Jahr 2022 war die 30. Auflage.                                                         |
| Europa    | Frankreich             | Saut Hermès                                | Paris, Grand Palais                                                                                         | März / April                 | jährlich         | internationales Reitturnier, Springen | seit 2010, Dauer 3 Tage, wichtigste Prüfung Grand Prix Hermés, geht auf den „Concours central hippique de Paris“ zurück, eine dreiwöchige Pferdesportveranstaltung mit Fahr- und Reitprüfungen, die von 1865 bis 1940 ausgetragen wurde. |
| Europa    | Frankreich             | Salon International de l'Agriculture       | Messe Paris                                                                                                 | Februar / März               | jährlich         | Landwirtschaftsausstellung und Messe mit Pferdeschauen | seit 1870 als Concours général agricole, seit 1964 als Salon International de l'Agriculture (SIA), rund 600 000 Besucher und 1000 Aussteller, 9 Tage |
| Europa    | Frankreich             | CVI Saumur                                 | Saumur | März / April                 | jährlich         | internationales CVI*** | seit 2006, Dauer 3 Tage. In Saumur finden zudem Anfang Mai und im September jeweils Turniere mit einem CDI***, Ende Mai ein CCI*** und im Juni ein CAI*** statt. |
| Europa    | Frankreich             | Jumping International de Bordeaux          | Bordeaux | Februar                      | jährlich         | Springreitweltcup-Etappe seit Anbeginn, Weltcupfinale im Vierspännerfahren, Pony-Prüfungen, Indoor-Vielseitigkeit, Ausstellung, Show | seit 1973, Dauer 4 Tage, 60 000 Besucher, Indoorverantaltung seit 1974, Veranstaltungsort ist der Parc des expositions de Bordeaux. |
| Europa    | Irland                 | Connemara Pony Festival                    | Clifden | August                       | jährlich         | Zuchtschau und Pferdemarkt für Connemara-Ponys | seit 1924, ursprünglich in Roundstone, seit 1947 in Clifden, ca. 400 Pferde werden verkauft, Connemara Pony Breeders Society |
| Europa    | Irland                 | Dublin Horse Show                          | Dublin | August                       | jährlich         | internationales Springturnier, nationale Zuchtschau | seit 1864 von der Royal Dublin Society veranstaltet, die Weltmeisterschaften im Springreiten 1982 war in die Dublin Horse Show integriert |
| Europa    | Island                 | Landsmót hestamanna                        | wechselnde Austragungsorte                                                                                  | Juli                         | zweijährlich     | Zuchtschau und Pferderennen für Isländer | Das erste Landsmót fand 1950 in Þingvellir statt. 2004, 2009 und 2020 fand das Landsmót in Hella (Rangárþing ytra) statt. Es wurde bereits mehrfach in Varmahlíð (Skagafjörður) ausgetragen und fand 2018 in Reykjavík statt. |
| Europa    | Niederlande            | Indoor Brabant                             | ’s-Hertogenbosch                                                                                            | Ende März                    | jährlich         | CSI***** und CDI-W (Weltcup) | 4 Tage, seit 1966 Springturnier in den Brabanthallen |
| Europa    | Österreich             | CDI Achleiten                              | Schloss Achleiten, Oberösterreich                                                                           | Juni                         | jährlich         | CDI**** | seit 1992 |
| Europa    | Österreich             | Amadeus Horse Indoors                      | Salzburgarena, Messezentrum Salzburg                                                                        | Dezember                     | jährlich         | CDI****, Weltcupprüfung im Dressurreiten, Weltcupprüfung im Voltigieren, CVI*** und CSI **** | 5 Tage, seit 2006, Pferde- und Hundefest (The Goodstuff Amadeus Agility Worldcup) mit 500 teilnehmenden Hunden, Pferdemesse, Showvorführungen, Kinderprogramm, Abendprogramm mit Partyveranstaltungen |
| Europa    | Schweden               | Falsterbo Horse Show                       | Falsterbo                                                                                                   | Juli                         | jährlich         | Springen (CSIO *****) und Dressur (CDI*****) | seit 1920 |
| Europa    | Schweden               | Göteborg Horse Show                        | Göteborg, Scandinavium                                                                                      | Februar oder April           | jährlich         | internationales Spring-, Dressur- und Fahrturnier | seit 1977 |
| Europa    | Schweiz                | Equus Helveticus                           | Schweizer Nationalgestüt, Avenches                                                                          | September                    | jährlich         | Schweizer Meisterschaften der Schweizer Sportpferde und der Freibergerpferde, nationale Freibergerfohlenauktion, Hengstparade, Springen, Dressur, Westernreiten, Gymkhana, Fahren, Holzrücken, Pony-Games, Trab- und Galopprennen (Flach- und Hindernisrennen), Hengstkörung | von 2008 bis 2019 vom Nationalen Reitsportzentrum INEA (Institut Equestre National Avenche) veranstaltet, 9 Tage, rund 20 000 Besucher, Rahmenprogramm mit Römerwagenrennen, Bauernpferderennen ohne Sattel, Ponyrennen, Familienprogramm, Westerndisziplinen: Showmanship at Halter, Trail, Pleasure, Horsemanship, Ranch Riding und Ranch Trail |
| Europa    | Schweiz                | Marché-Concours national de chevaux        | Saignelégier, Jura                                                                                          | August                       | jährlich         | Pferdemarkt für Freiberger, Volksfest, Pferderennen ohne Sattel, Wagenrennen | Seit 1897 regelmäßig ausgetragen. Die Veranstaltung wurde in die Liste der lebendigen Traditionen in der Schweiz aufgenommen. |
| Europa    | Schweiz                | CSIO Schweiz                               | St. Gallen                                                                                                  | Juni/Juli                    | jährlich         | CSI*****. Weltklasse-Springkonkurrenz | Seit dem 19. Jahrhundert finden in St. Gallen Pferdewettkämpfe statt. Seit 2007 findet die bedeutendste Pferdesportveranstaltung der Schweiz jährlich in St. Gallen statt. |
| Europa    | Spanien                | Concurso de Saltos Internacional de Madrid | Club de Campo Villa de Madrid                                                                               | Mai                          | jährlich         | CSI***** | seit 1907, im Rahmen des CSI de Madrid fanden 2011 die Europameisterschaften im Springreiten statt |
| Europa    | Spanien                | Rapa das Bestas (Scheren der Bestien)      | Galicien Subucedo in A Valga, Torroña, Mougas, Morgadans, Amil (Ponteverda), Barbanza, A Capelada, Candaoso | erste Juliwoche              | jährlich         | Pferdetreiben | Jahrhunderte alter Brauch, bei dem die verwildert in den Bergen lebenden Pferde zur Schur und Markierung ins Tal getrieben werden. |
| Europa    | Vereinigtes Königreich | Horse of the Year Show (HOYS)              | Birmingham                                                                                                  | Oktober                      | jährlich         | nationales und internationales Spring-, Dressurturnier, Scurry driving (Zweispänner-Kegelfahren), Arbeitspferdeprüfungen, Zuchtschau, Mounted Games | seit 1949 Harringay Arena, London, seit 1959 Wembley-Stadion, London, seit 2002 National Exhibition Centre, Birmingham |
| Europa    | Vereinigtes Königreich | Olympia London International Horse Show    | London, Olympia Grand Hall                                                                                  | Dezember                     | jährlich         | CSI*****-W (Weltcup) und CDI-W (Weltcup) | seit 1907 |
| Europa    | Vereinigtes Königreich | Royal International Horse Show             | Hickstead, All England Jumping Course                                                                       | Juli                         | jährlich         | britisches Nationenpreisturnier im Springreiten | seit 1907 Olympia Grand Hall, London, seit 1992 Hickstead |